# Roquet Belles-Oreilles (série télévisée d'animation)
Pour le personnage, voir Roquet Belles-Oreilles.
Roquet Belles-Oreilles (The Huckleberry Hound Show) est une série télévisée d'animation américaine en 57 épisodes de 7 minutes, créée par Joseph Barbera et William Hanna et diffusée entre le 2 octobre 1958 et le 13 octobre 1961 en syndication.
Le Huckleberry Hound Show aux États-Unis était composé de trois segments : Roquet Belles-Oreilles (Huckleberry Hound), Pixie et Dixie et Mr. Jinks (Pixie and Dixie and Mr. Jinks), Yogi l'ours (Yogi Bear, saisons 1 et 2) et Garoup le loup (Hokey Wolf, saison 3).
Au Québec, la série a été diffuée à partir du 4 novembre 1959 à la Radio-Canada Télévision, et en France, à partir du 19 mai 1962 sur RTF Télévision puis rediffusée sur Antenne 2, France 2 en 1991, Cartoon Network et Boomerang en 2004.

## Fiche technique
- Réalisation  : Joseph Barbera et William Hanna
- Scénarios : Alex Lovy, Paul Sommer, Arthur Davis, John Freeman, Lew Marshall
- Conception des personnages : Frank Tipper
- Direction artistique : Howard Hanson
- Animation : Kenneth Muse, Lewis Marshall, Carlo Vinci, Dick Lundy, George Nicholas, Don Patterson, Allen Wilzbach, Ed DeMattia, Manny Perez, Brad Case, Arthur Davis, Ken Southworth, Ken O'Brien, Emil Carle, George Goepper, Don Towsley, Ralph Somerville, C.L. Hartman, John Boersema, Bob Carr, Hicks Lokey, Don Williams, Gerard Baldwin, Ed Parks, Dick Bickenbach, Ed Love, Michael Lah
- Cadrage (Layout) : Dick Bickenbach, Walter Clinton, Tony Rivera, Ed Benedict, Michael Lah, Paul Sommer, Dan Noonan, Lance Nolley, Jim Carmichael, Jerry Eisenberg, Jack Huber, Sam Weiss
- Décors :  Montealegre, Robert Gentle, Art Lozzi, Richard H. Thomas, Joseph Montell, Vera Hanson, Sam Clayberger, Neenah Maxwell, Frank Tipper
- Musique : Hoyt Curtin
- Production : Joseph Barbera et William Hanna
- Société de production : Hanna-Barbera Productions
- Pays de production :  États-Unis
- Langue originale : anglais
- Format : couleur — 35 mm — 1,33:1 — son mono
- Genre : animation
- Nombre d'épisodes : 57 (3 saisons)
- Durée : 7 minutes
- Dates de sortie :
  - États-Unis : 2 octobre 1958
  - Québec : 4 novembre 1959
  - France : 19 mai 1962

## Distribution

### Voix originales
- Daws Butler : Huckleberry Hound (Roquet Belles-Oreilles en VF) / Yogi Bear (Yogi l'ours en VF) / Mr. Jinks / Dixie / Hokey Wolf (Garoup le loup en VF) / narrateur / voix additionnelles
- Don Messick : Boo Boo Bear (Boubou en VF) / Pixie / Ranger Smith / narrateur / voix additionnelles
- Doug Young : Ding-A-Ling Wolf / voix additionnelles

### Voix françaises
- Roger Carel : Roquet Belles-Oreilles (premiers épisodes)[Lesquels ?]
- Michel Roux : Roquet Belles-Oreilles

## Épisodes

### Première saison (1958-1959)
1. Roquet Belles-Oreilles et Gracieux
2. Roquet Belles-Oreilles et le Lion sans cœur
3. Roquet Belles-Oreilles sur la piste blanche
4. Sire Roquet Belles-Oreilles, chevalier sans peur
5. Le Shériff Roquet Belles-Oreilles
6. Roquet Belles-Oreilles et le Voleur de bétail
7. Roquet Belles-Oreilles police de la route
8. Le Duo des coqs en pâte
9. Roquet Belles-Oreilles et les Pilleurs d'épis
10. Roquet Belles-Oreilles pompier
11. Le Tueur de dragons
12. Roquet Belles-Oreilles sergent d'infanterie
13. Gare au moustique
14. Le Fidèle Berger
15. Roquet Belles-Oreilles cuisinier de plein air
16. Les Histoires de grand-père
17. Roquet Belles-Oreilles providence des oiseaux
18. Roquet Belles-Oreilles facteur
19. Roquet Belles-Oreilles champion de quilles
20. Roquet Belles-Oreilles dompteur de lions
21. Le Petit Chaperon rouge
22. Roquet Belles-Oreilles l'ermite et les Termites

### Deuxième saison (1959-1960)
1. Roquet Belles-Oreilles aventurier
2. Roquet Belles-Oreilles et le Dindon
3. L'Amiral et Roger le pirate
4. Roquet Belles-Oreilles tueur de lions
5. Roquet Belles-Oreilles télégraphiste
6. Roquet Belles-Oreilles défenseur des pauvres
7. Roquet Belles-Oreilles tueur de géants
8. La Soucoupe volante
9. Roquet Belles-Oreilles messager express
10. Roquet Belles-Oreilles vétérinaire
11. Le Pique de Picadilly
12. Roquet Belles-Oreilles cuisinier hawaïen
13. Roquet Belles-Oreilles chauffeur de taxi
14. Roquet Belles-Oreilles héros national
15. Roquet Belles-Oreilles légionnaire
16. Science fiction
17. À l'école de la chevalerie
18. L'Ami des animaux
19. Recapture de Coyote le fou
20. Roquet Belles-Oreilles vengeur masqué
21. Le Héros du Far West
22. Roquet Belles-Oreilles et Barbu Belles-boucles
23. Roquet Belles-Oreilles le Shériff intrépide
24. Roquet Belles-Oreilles sapeur et sans reproches

### Troisième saison (1961)
1. Roquet Belles-Oreilles roi de l'espace
2. Roquet Belles-Oreilles agent secret
3. Roquet Belles-Oreilles à l'âge des cavernes
4. Roquet Belles-Oreilles fermier
5. Le Roi de la jungle
6. Roquet Belles-Oreilles champion de ski
7. Roquet Belles-Oreilles agent de police parisien
8. Roquet Belles-Oreilles matador
9. Roquet Belles-Oreilles dépanneur de télévision
10. Roquet Belles-Oreilles directeur de prison
11. Roquet Belles-Oreilles super vendeur